# Franz Bünzli
Franz Bünzli (* 16. April 1811 in Solothurn; † 23. April 1872 ebenda) war ein Schweizer Politiker. Von 1857 bis zu seinem Tod gehörte er dem Nationalrat an, ausserdem war er Stadtpräsident von Solothurn.

## Biografie
Franz Bünzli, Sohn eines Händlers, absolvierte nach dem Gymnasium ein Rechtsstudium an der Ruprecht-Karls-Universität in Heidelberg. Ab 1836 war er in Solothurn als Rechtsanwalt und Notar tätig. Politisch gehörte er zum Lager der Katholisch-Konservativen, stand aber bisweilen auch den gemässigten Liberalen nahe. Nachdem er 1840 für einige Monate Stadtpräsident von Solothurn gewesen war, übernahm er dieses Amt 1844 erneut und übte es bis 1871 aus.
1848 wurde Bünzli in den Solothurner Kantonsrat gewählt, den er insgesamt viermal präsidierte. Von 1850 bis 1855 präsidierte er den neu gegründeten «Armenverein der Stadt Solothurn», ab 1856 war er Oberrichter. Ausserdem gehörte er dem Verwaltungsrat der «Schweizerischen Centralbahn» an. Bünzli kandidierte mit Erfolg bei den Nationalratswahlen 1857, viermal in Folge gelang ihm die Wiederwahl. Bis zu seinem Tod blieb er Kantonsrat, Oberrichter und Nationalrat.